# Ujście (Głogowiec)
Ujście – część wsi Głogowiec w Polsce, położona w województwie podkarpackim, w powiecie przeworskim, w gminie Tryńcza, w sołectwie Głogowiec.
W latach 1975–1998 miejscowość położona była w województwie przemyskim.
Ujście znajduje się w północnej części Głogowca i obejmuje 9 domów.